# Pteris maclurioides
Pteris maclurioides är en kantbräkenväxtart som beskrevs av Ren-Chang Ching. Pteris maclurioides ingår i släktet Pteris och familjen Pteridaceae. Inga underarter finns listade.